# La historia (álbum de Ricky Martin)
La Historia es el primer álbum recopilatorio que contiene los grandes éxitos grabado en 1995 a  2001 por el cantante puertorriqueño Ricky Martin, lanzado al mercado el 27 de febrero de 2001 .
Es el primer álbum recopilatorio de sus grabaciones en español. Fue lanzado al mercado bajo los sellos discográficos Sony Discos y Columbia Records el 27 de febrero de 2001. Forma parte de la lista de  los 100 discos que debes tener antes del fin del mundo, publicada en 2012 por Sony Music.

## Lista de canciones
| La historia (Ricky Martin) |                                                                           | |                                                                  |          |  |
| N.º                        | Título                                                                    | Escritor(es) | Productor (es)                                                   | Duración |  |
| 1.                         | «María» (Spanglish Radio Edit)                                            | K.C. Porter · Ian Blake · Luis Gómez-Escolar                                                                       | K.C. Porter · Robi Draco Rosa · Pablo Flores · Javier Garza      | 4:31     |  |
| 2.                         | «Vuelve»                                                                  | Franco De Vita | K.C. Porter · Robi Draco Rosa                                    | 5:09     |  |
| 3.                         | «Bella» (She's All I Ever Had)                                            | Jon Secada · Robi Draco Rosa · George Noriega · Adapt: al español: Luis Gómez-Escolar                              | Emilio Estefan · George Noriega · Jon Secada · Walter Afanasieff | 4:57     |  |
| 4.                         | «La bomba»                                                                | K.C. Porter · Robi Draco Rosa · Luis Gómez-Escolar                                                                 | K.C. Porter · Robi Draco Rosa                                    | 4:34     |  |
| 5.                         | «A medio vivir»                                                           | Franco De Vita | K.C. Porter · Ian Blake                                          | 4:41     |  |
| 6.                         | «Perdido sin ti»                                                          | K.C. Porter · Robi Draco Rosa · Luis Gómez-Escolar                                                                 | K.C. Porter · Robi Draco Rosa                                    | 4:11     |  |
| 7.                         | «Livin' la vida loca» (Spanish Version)                                   | Desmond Child · Robi Draco Rosa Adapt: al español: Luis Gómez-Escolar                                              | Desmond Child · Robi Draco Rosa                                  | 4:04     |  |
| 8.                         | «Volverás»                                                                | K.C. Porter · Ian Blake · Luis Gómez Escolar · Ricky Martin                                                        | K.C. Porter · Ian Blake                                          | 4:52     |  |
| 9.                         | «La copa de la vida» (La canción oficial de la Copa Mundial, Francia '98) | K.C. Porter · Robi Draco Rosa · Luis Gómez-Escolar · Desmond Child                                                 | K.C. Porter · Robi Draco Rosa                                    | 4:28     |  |
| 10.                        | «Fuego de noche, nieve de día»                                            | K.C. Porter · Ian Blake · Luis Gómez-Escolar                                                                       | K.C. Porter · Ian Blake                                          | 5:37     |  |
| 11.                        | «She Bangs» (Spanish Version)                                             | Desmond Child · Walter Afanasieff · Robi Draco Rosa · Glenn Monroig · Julia Sierra Adapt: al español: Daniel López | Walter Afansieff · Robi Draco Rosa · Desmond Child               | 4:36     |  |
| 12.                        | «Bombón de azúcar»                                                        | Mark Kilpatrick · Gustavo Laureano · Carlos Figueroa · John Lengel · Carlos Rolón                                  | K.C. Porter · Ian Blake                                          | 4:59     |  |
| 13.                        | «Fuego contra fuego» (Nueva versión)                                      | Mariano Pérez · Carlos Gómez                                                                                       | Tommy Torres · Daniel López                                      | 4:27     |  |
| 14.                        | «Te extraño, te olvido, te amo»                                           | Carlos Lara | K.C. Porter · Ian Blake                                          | 4:41     |  |
| 15.                        | «Por arriba, Por abajo»                                                   | K.C. Porter · Robi Draco Rosa · César Lemos · Karla Aponte                                                         | K.C. Porter · Robi Draco Rosa                                    | 3:09     |  |
| 16.                        | «El amor de mi vida» (Nueva versión)                                      | Eddie Sierra | Tommy Torres · Daniel López                                      | 3:57     |  |

| Edición lanzada en Estados Unidos con Pista Adicional |                                                               |                                                                                          |          |  |
| N.º                                                   | Título                                                        | Escritor(es)                                                                             | Duración |  |
| 17.                                                   | «Sólo quiero amarte (Nobody Wants To Be Lonely)» (Radio Edit) | Desmond Child · Victoria Shaw · Gary Burr · Ricky Martin Adapt: al español: Daniel López | 3:59     |  |

## Lista de canciones del DVD
| N.º | Título                                           | Duración |  |
| 1.  | «María» (Remix)                                  |          |  |
| 2.  | «Te Extraño, Te Olvido, Te Amo»                  |          |  |
| 3.  | «Fuego De Noche, Nieve De Día»                   |          |  |
| 4.  | «Volverás»                                       |          |  |
| 5.  | «Vuelve»                                         |          |  |
| 6.  | «La Copa De La Vida»                             |          |  |
| 7.  | «La Bomba»                                       |          |  |
| 8.  | «Por Arriba, Por Abajo»                          |          |  |
| 9.  | «Perdido Sin Ti»                                 |          |  |
| 10. | «Livin' La Vida Loca» (Spanish version)          |          |  |
| 11. | «Bella»                                          |          |  |
| 12. | «She Bangs» (Spanish version)                    |          |  |
| 13. | «Sólo quiero amarte (Nobody Wants To Be Lonely)» |          |  |

## Certificaciones, peaks y ventas
| País   | Posición peak | Certificación (si cualquiera) | Ventas/compras |
| ------ | ------------- | ----------------------------- | -------------- |
| Suecia |               | Platino                       | 40.000+        |

### Tabla de procesión y sucesión
| Predecesor: Despreciado de Lupillo Rivera            | U.S. Billboard Top Latin Albums — Álbum N°. 1 (Primera vuelta) 17 de marzo de 2001 - 30 de marzo de 2001 | Sucesor: Shhh! de A.B. Quintanilla & Kumbia Kings |
| Predecesor: Shhh! de A.B. Quintanilla & Kumbia Kings | U.S. Billboard Top Latin Albums — Álbum N°. 1 (Segunda vuelta) 7 de abril de 2001 - 13 de abril de 2001  | Sucesor: Ansia de amar de Conjunto Primavera      |
| Predecesor: Ansia de amar de Conjunto Primavera      | U.S. Billboard Top Latin Albums — Álbum N°. 1 (Tercera vuelta) 28 de abril de 2001 - 11 de mayo de 2001  | Sucesor: Shhh! de A.B. Quintanilla & Kumbia Kings |

| Predecesor: Paulina de Paulina Rubio                 | U.S. Billboard Latin Pop Albums — Álbum N°. 1 (Primera vuelta) 17 de marzo de 2001 - 30 de marzo de 2001 | Sucesor: Shhh! de A.B. Quintanilla & Kumbia Kings |
| Predecesor: Shhh! de A.B. Quintanilla & Kumbia Kings | U.S. Billboard Latin Pop Albums — Álbum N°. 1 (Segunda vuelta) 7 de abril de 2001 - 20 de abril de 2001  | Sucesor: Live! The Last Concert de Selena         |
| Predecesor: Live! The Last Concert de Selena         | U.S. Billboard Latin Pop Albums — Álbum N°. 1 (Tercera vuelta) 28 de abril de 2001 - 11 de mayo de 2001  | Sucesor: Shhh! de A.B. Quintanilla & Kumbia Kings |